# Исиах

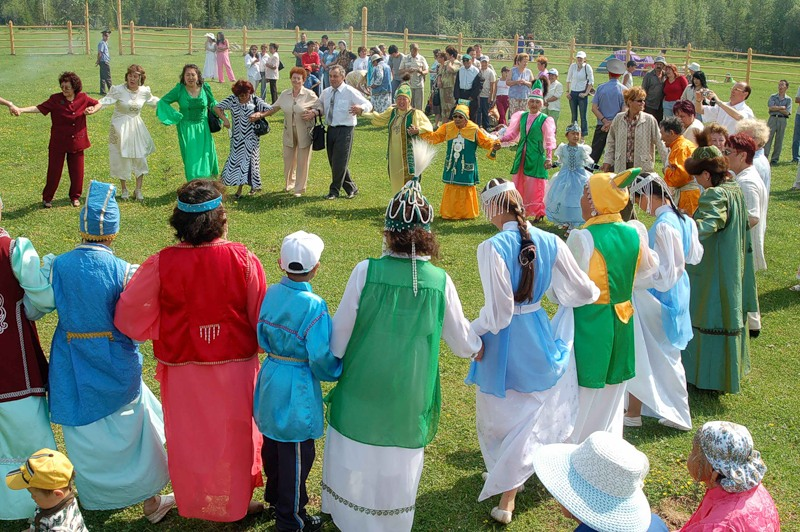
Хоровод—осуохай на святі Исиах, червень 2009 року

Исиах (якут. Ыhыах) — день святкування Нового року в Якутії, якутське Свято літа. Являє собою весняно-літнє культове свято на честь божеств айии і відродження природи, що супроводжується обрядами молінь, щедрим частуванням і загальним розпиттям кумису, танцями, народними іграми та кінськими скачками. Це найбільше якутське національне свято.

## Святкування
Жителі Республіки Саха (Якутія) святкують Новий рік двічі, разом з усіма громадянами Росії та світу взимку, і ще згідно зі своєю історичною традицією — влітку. Свято припадає на кінець червня — період короткого якутського літа.

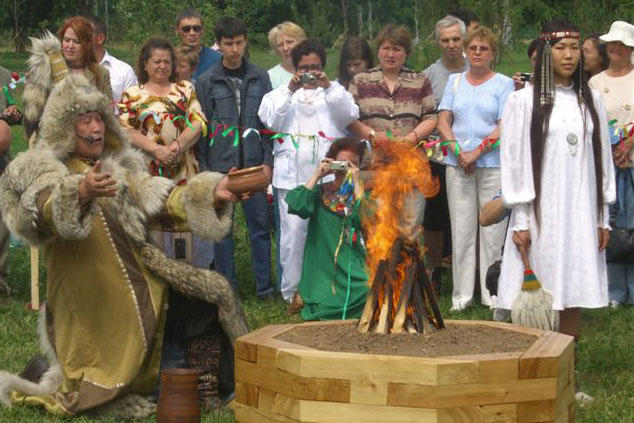
Обряд «годування вогню» під час Ісиаху, червень 2009 року

Якутський исиах (дослівний переклад з якутської «достаток») пов'язаний з культом сонячного божества, з культом родючості. Його традиційно святкують з великим розмахом — влаштовуються ігри та різноманітні спортивні змагання, невід'ємною складовою свята є споживання кумису з великих дерев'яних кубків (чороон). 
Під час урочистостей, що уособлюють початок літа і пробудження природи, прийнято згадувати предків та їхні звичаї. Етнограф Катерина Романова акцентує на суспільному значенні свята:
|  | «У Якутії дуже довга зима. І єдина можливість зустрітися всім родом — це тут [на святкуванні Ісиаху]». |

Загальне єднання людей на святі символізує хоровод (осуохай), що означає життєве коло. Під час нього танцюють, рухаючись в неквапливому темпі за напрямку руху сонця, ніби роблять круговерть у часі та просторі, віддаючи данину вдячності свічаду за світло і тепло, подаровані людям. Цей танець безперервно тривав до ранку, подеколи великі роди влаштовували осуохай протягом трьох днів і ночей. Зазичай учасники танцю змінювали один одного, адже вважалось, що кожен, хто входить у коло, заряджається енергією на цілий рік. 
Кульмінацією свята Исиах традиційно був і лишається обряд окроплення вогню, трави та дерев традиційним напоєм, приготованим з кобилячого молока — кумисом (так зване «годування вогню»). Ритуал символізує народження Всесвіту і людини.

## Історія

Частування гостей кумисом під час Исиаху, Намський улус, кін. XIX — поч. ХХ ст.ст.

Дослідники вважають, що прабатьківщиною річного кумисного свята якутів є їхня прабатьківщина — степи Центральної Азії. Елементи якутського свята мають подібні риси з літніми святами тюркських народів: тувинців, алтайців, татар, башкирів та інших. У якутів збереглася давня традиція, характерна для скотарських народів — поділяти рік на 2 половини, а сам исиах, таким чином, був своєрідною межею між старим і новим, минулим і майбутнім.
Перші письмові свідчення західно-європейських дослідників можна зустріти в щоденникових записах голландського мандрівника І. Плеса, що проїжджав через Сибір до Китаю наприкінці XVII століття. Він зазначав, що це свято справляється з великою урочистістю — якути розводять багаття і підтримують їх протягом усього свята. 
У дорадянський період святом Ісиах, яке мало значну культову складову, управляли білі шамани (айии-ойууна). Згідно з усною традицією якутів уперше Исиах влаштував напівлегендарний прапращур Еллей у пагорбах Чочур миран на долині Туймаада, і саме звідти якути вирушили далі на північ у місця свого теперішного проживання. 
До Німецько-радянської війни у ІІ Світовій війні Исиах влаштовувався 22 червня — у день літнього сонцестояння. Після 1941 року, з морально-етичних міркувань дату свята, що збіглася з початком Німецько-радянської війни, перенесли у період між 10 і 25 червня, в залежності від улусу, графіка вихідних днів, місцевих переваг і т.ін..
У сучасній Республіці Саха-Якутії свято Исиах є найзначнішим і таким, що переживає своє відродження. Нині це також одна з найзначніших туристичних принад республіки. Популярними місцями його проведення в теперішній час є долина Туймаада, зокрема місцевість Чочур миран, також місцини Багаччах і Ус Хатин.

## Виноски
1. ↑  Сост. Н. А. Алексеев, Н. В. Емельянов, В. Т. Петров. Предания, легенды и мифы саха (якутов). — Новосибирск : Сибирская издательская фирма РАН, 1995. — ISBN 5-02-030901-X. (c. 382)